# Christian Watson
Christian Justus Watson (Phoenix, 12 maggio 1999) è un giocatore di football americano statunitense che milita nel ruolo di wide receiver per i Green Bay Packers della National Football League (NFL).

## Carriera

### Green Bay Packers
Al college Watson giocò a football alla North Dakota State University. Fu scelto nel corso del secondo giro (34º assoluto) del Draft NFL 2022 dai Green Bay Packers. Firmò il suo contratto da rookie con i Packers il 20 luglio 2022, un impegno quadriennale per un valore complessivo di 9,24 milioni di dollari comprensivi di un bonus alla firma di 3,9 milioni, per un totale garantito di 6,72 milioni.
Watson debuttò come professionista subentrando nella gara del primo turno contro i Minnesota Vikings ricevendo 2 passaggi per 32 yard dal quarterback Aaron Rodgers ma lasciandosi anche sfuggire un passaggio in campo aperto a inizio partita che sarebbe stato un probabile touchdown. Segnó il suo primo touchdown nella partita del quarto turno, la vittoria ai tempi supplementari 27-24 contro i New England Patriots, con una corsa da 15 yard. Nel decimo turno, nella vittoria ai tempi supplementari per 31-28 contro i Dallas Cowboys, Watson ricevette 4 passaggi per 107 yard e mise a segno il suo primo touchdown su ricezione in carriera su passaggio di 58 yard di Rodgers, seguito poi da altri due touchdown su ricezioni una da 39 yard e l'altra da 7 yard, venendo premiato per la sua prestazione come rookie della settimana. Alla fine di novembre fu premiato come miglior rookie offensivo del mese grazie a 14 ricezioni per 289 yard e 6 marcature. La sua annata si chiuse con 41 ricezioni per 611 yard, 7 touchdown su ricezione e 2 su corsa.
Nell'undicesimo turno del 2024, Watson ricevette un massimo stagionale di 150 yard nella vittoria in casa dei Chicago Bears. Nell'ultimo turno contro i Chicago Bears si ruppe il legamento crociato anteriore, perdendo tutti i playoff.

## Palmarès
- Rookie offensivo del mese: 1

novembre 2022
- Rookie della settimana: 1

10ª del 2022